# 宗教依存症
宗教依存症（しゅうきょういそんしょう、しゅうきょういぞんしょう）とは、自分自身の責任のもとで物事を決断し、問題を解決しながら生活をしていくことを放棄し、全ての物事の判断を宗教に委ね、自分自身では物事が解決できない状態、依存している人のことである。そのような状態である人の特徴として、現実の事柄の因果関係を考えて問題解決や目標達成のための努力をすることをせず、宗教の勉強や儀式を熱心に行うことが問題解決や目標達成となると信じきってしまっていることなどが挙げられる。また、宗教の中で義務化されている宗教行事に追われて忙しくなり過ぎる、その勉強や行事の参加を怠り自分の価値判断や優先順位で物事を行うことに対しての罰が準備されているなど、人を宗教依存症へと導いてしまう宗教の存在が多いことも宗教依存症を導く原因の一つである。

## 原因・特徴
- 何かのきっかけで宗教に心の隙間をうめるという役割を持たせ、そして宗教を繰り返し勉強し宗教行事に参加し続けることで、宗教自体が必要不可欠な状態となってしまい、自分が心を依存させていることに気づかなくなってしまう。
- 宗教の中の集団的な共通価値観を保持していることで安心感を得ている。
- 個人としての付き合いができず、同じ宗教の信者としか人間関係が作れない。また、誰かを同じ宗教に勧誘し仲間にいれることにより、安心感を持とうとする。
- 宗教行事を生活の最優先事項と考えるようになり、自分が仕事や学業、普段の日常生活に支障をきたしていることに気づかなくなってしまう。

## 問題点

### 宗教依存症になる人の問題点
多くの場合、宗教依存症になる人は、以前から心から話ができ、意見を交換できる信頼し合える人がおらず、自分を否定されることを恐れ、自分に自信が持てない状況であったことが多い。心の隙間を埋めるために宗教に没頭するため、自分の間違いを指摘されるのを嫌い、そこには触れさせないようにしてしまう。

### 宗教の問題点
多くの宗教が、宗教依存症になる事と信仰深くある事の違いを明確に表していないことが問題である。その違いを明確にしないことで、宗教と信者の共依存状態となってしまっている場合が多く存在する。また、共依存となっている状態が互いの心と組織の安定としてしまっていることがある。また、宗教に依存し生活が破綻している信者を熱心に活動をしている信者などと表彰したり、それらを互いに競わせることで宗教と信者の共依存状態をさらに強化してしまう問題も存在する。
また依存性が強化された信者に対して宗教が多額の寄付を要求したり、信者間で寄付や成果を煽り競争させることでさらに依存性が強化する悪循環に陥ってしまうことがある。

## 解決法
- 自分が責任の取れる価値観を確立する。
- 宗教を関係させずに、人として心から信頼しあえる友人を作る。
- 物事の因果関係を知り、根本的な問題解決や目標達成を行い続け、自分や自分の獲得した環境、人間関係に自信を持つ。
- 時には一歩下がって客観的な立場から宗教を見つめ直す。